# پالم بیچ، نیو ساوت ولز
پالم بیچ (به انگلیسی: Palm Beach) یک حومه شهر در استرالیا است که در Pittwater Council واقع شده‌است.